# Gromada Brzeziny Wielkie
Gromada Brzeziny Wielkie war eine Verwaltungseinheit in der Volksrepublik Polen zwischen 1954 und 1961. Verwaltet wurde die Gromada vom Gromadzka Rada Narodowa dessen Sitz sich in Brzeziny Wielkie (heute Teil des Stadtbezirks Błeszno von Częstochowa) befand und der aus 9 Mitgliedern bestand.
Die Gromada Brzeziny Wielkie gehörte zum Powiat Częstochowski in der Woiwodschaft Katowice (bis 1956 Stalinogród) und bestand aus den ehemaligen Gromadas Brzeziny Małe, Brzeziny Wielkie und der Siedlung Brzeziny Wielkie sowie dem Dorf Sobuczyna aus der ehemaligen Gromada Huta Stara „B“ der aufgelösten Gmina Wrzosowa.

Zum 31. Dezember 1961 wurde die Gromada Brzeziny Wielkie aufgelöst und in die Gromada Wrzosowa eingegliedert.